# Lom pod Storžičem
Lom pod Storžičem este o localitate din comuna Tržič, Slovenia, cu o populație de 339 de locuitori.